# 匯盈控股
匯盈控股有限公司，簡稱匯盈控股（英語：VALUE CONVERGENCE HOLDINGS LIMITED，港交所：0821），在1986年建立，在2003年1月13日，由亞洲網上交易科技有限公司換取上市而來。直至2008年8月15日，由創業板轉在主板上市。
現時業務是香港、澳門等地區提供證券、期貨及期權經紀及交易業務、融資服務、企業融資及其他顧問服務，以及資產管理業務等金融服務。現時總部位於香港灣仔告士打道181-185號中怡商業中心6樓。曾是新濠國際發展有限公司聯營企業，直至2009年年底終止。

## 連結
- VCGroup.com.hk（页面存档备份，存于）